# Scleropodiopsis laxiretis
Scleropodiopsis laxiretis là một loài rêu trong họ Brachytheciaceae. Loài này được Ignatov mô tả khoa học đầu tiên năm 1998.